# Rémy Riou
Rémy Riou (Lyon, 6 de agosto de 1987) es un futbolista francés que juega como guardameta en el Paris F. C. de la Ligue 1 de Francia.

## Clubes
| Club               | País    | Año       |
| ------------------ | ------- | --------- |
| Olympique de Lyon  | Francia | 2003-2006 |
| F. C. Lorient      | Francia | 2006-2007 |
| A. J. Auxerre      | Francia | 2007-2011 |
| Toulouse F. C.     | Francia | 2011-2012 |
| F. C. Nantes       | Francia | 2012-2017 |
| Alanyaspor         | Turquía | 2017-2018 |
| R. Charleroi S. C. | Bélgica | 2018-2019 |
| S. M. Caen         | Francia | 2019-2022 |
| Olympique de Lyon  | Francia | 2022-2024 |
| Paris F. C.        | Francia | 2024-     |